# کیش‌مانیوک
کیش‌مانیوک (به مجاری:  Kismányok) یک شهرداری در مجارستان است که در ناحیه بونیهاد واقع شده‌است. کیش‌مانیوک ۵٫۴ کیلومتر مربع مساحت و ۳۴۳ نفر جمعیت دارد.